# رودخانه سن شارل
رودخانه سن شارل (به انگلیسی: Saint-Charles River) یک رود در کانادا است که در شهر کبک واقع شده‌است.
سطح رودخانه سنت شارل (به استثنای مناطق پر سرعت) از ابتدای دسامبر تا اواخر مارس به‌طور کلی یخ زده‌است. با این حال، گردش ایمن بر روی یخ‌ها به‌طور کلی از اواخر دسامبر تا اوایل مارس انجام می‌شود. سطح آب رودخانه با توجه به فصول و میزان بارش متفاوت است. سیل بهار در مارس یا آوریل رخ می‌دهد.